# 中新大道东
中新大道东（原苏胜路，即苏州市区—胜浦镇）是苏州工业园区湖东地区的东西向道路之一，西起金鸡湖畔的环洲路，东至苏州工业园区与昆山市边界。此路于2012年12月26日改名为中新大道东，起初与中新大道西并不相连，金鸡湖隧道建成后两者相连。